# 샌드플라이

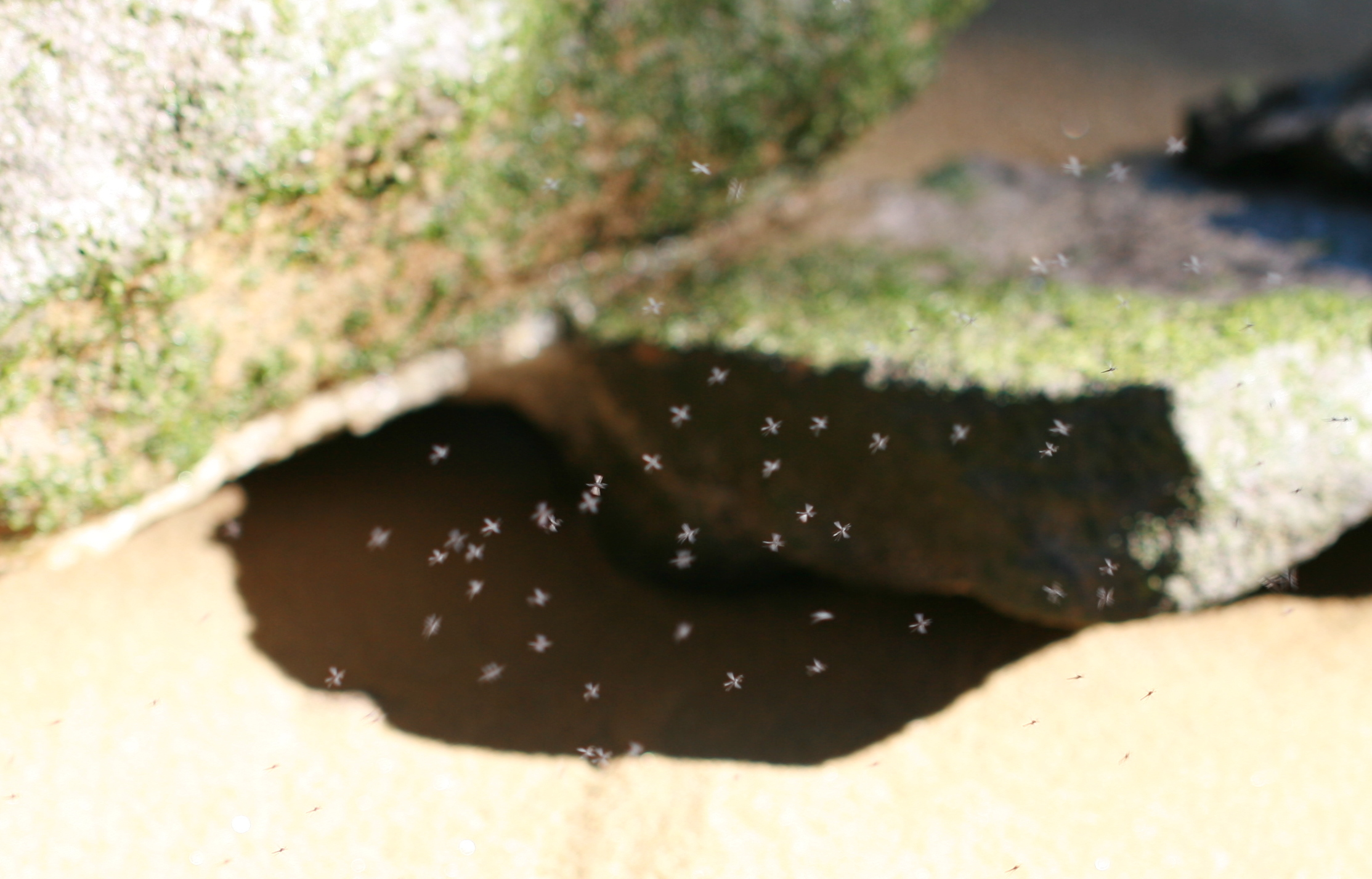
오스트레일리아의 조지스 리버 국립 공원에 모여있는 샌드플라이 떼들.

샌드플라이(Sandfly)는 리슈만편모충증을 매개하는 곤충이다.

## 분류
피부리슈마니아는 구세계형과 신세계형으로 다시 나뉜다. 신세계형은 lutzomyia속의 모래파리가, 구세계형은 phlebotomus속의 모래파리가 매개를 하는 것으로 알려져 있다. 구세계형은 아시아, 아프리카, 지중해에서 신세계형은 남미에서 발견된다. 오직 암컷 샌드플라이만 알을 낳기 위한 단백질을 얻기위해 흡혈을 한다.

## 활동반경
서식지의 몇 백미터 이내

## 산란장소
나무껍질, 벽의 틈, 동물의 서식지, 쓰레기통 등의 유충에게 필요한 유기물, 열, 습기가 있는 곳

## 증상
피부 각질층의 상피세포에 들어가면 중심부는 함몰되고 주변부는 융기되는 피부병변을 일으킨다.감염된 후 수 일 동안 독성 증상 또는 알러지성 발진이 나타날 수 있으나 대개 일과성으로 그친다. 그 후 무증상으로 경과하다가 잠복기 말에는 입맛이 없어지고, 두통, 무력감, 사지통증, 야간 발한과 혈액내에 호산구 증가 현상이 나타나기도 한다. 급성기에는 충체가 성장하여 성충이 되고 산란을 시작하는 시기로서 감염 후 대략 1개월 후이다. 성충은 장간막 정맥, 문맥, 간내 문맥순환, 골반 정맥총 또는 방광 정총맥 등에 기생하면서 장벽이나 방광벽의 소정맥지에서 산란을 한다. 충체의 종류마다 산란량과 산란부위가 달라 병변과 증상이 각각 다르게 나타난다.

## 예방접종
효과적인 예방접종은 없다. 따라서 리슈마니아 매개곤충인 샌드플라이에 물리지 않도록 한다.